# Людериц (Штендаль)
Людериц (нем. Lüderitz) — деревня в Германии, в земле Саксония-Анхальт.
Входит в состав города Тангерхютте района Штендаль. Население составляет 1127 человек (на 31 декабря 2006 года). Занимает площадь 38,84 км².
Деревня Людериц впервые упоминается в 1247 году.
До 2010 года Людериц имел статус общины (коммуны), в состав которой входили населённые пункты Людериц, Грос-Шварцлозен и Штегелиц. 31 мая 2010 года община Людериц вошла в состав города Тангерхютте.